# Neobuxbaumia macrocephala
Espèce
Synonymes
- Cephalocereus macrocephalus
- Carnegiea macrocephala
- Cereus macrocephalus
- Cereus melocactus

Statut de conservation UICN

 LC  : Préoccupation mineure
Statut CITES
Neobuxbaumia macrocephala est une espèce de plantes à fleurs du genre Neobuxbaumia et de la famille des Cactaceae. C'est un cactus colonnaire à longue durée de vie originaire du Mexique.

## Habitat
Il est endémique de la Vallée de Tehuacán-Cuicatlán au centre du Mexique. Dans cette région, l'espèce peut être trouvée sur des sols calcaires dans des maquis xérophytes et en forêt tropicale sèche à une altitude de 1700 m au-dessus du niveau de la mer,,.

## Description
C'est un cactus colonnaire ramifié qui atteint entre 7 et 15 m de hauteur. Le nombre de branches d'une plante adulte peut varier de 1 à 10. Les plantes portent un céphalium rougeâtre à l'extrémité de chaque branche d'où émergent des fleurs rouge-violet entre mai et juin, en fin de saison sèche. L'espèce est hermaphrodite et ses fleurs sont principalement nocturnes, s'ouvrant au coucher du soleil et se fermant le matin. Les chauves-souris Choeronycteris mexicana Tschudi, Leptonycteris curasoae Miller, et Leptonycteris nivalis' ' (Saussure) sont les principaux pollinisateurs qui favorisent la production de graines. Les fruits mûrissent de juin à août et sont consommés par les chauves-souris et les espèces d'oiseaux qui agissent probablement comme disperseurs de graines.
Neobuxbaumia macrocephala est présent à des densités comprises entre 130 et 200 individus/ha. La germination des graines et l'établissement des semis se produisent principalement sous le couvert de plusieurs espèces d'arbres et d'arbustes, tels que Pseudosmodingium multifolium, Lippia graveolens, Gochnatia hypoleuca , et Aeschynomene compacta. La première reproduction a lieu lorsque les plantes mesurent environ 2 m de haut.

## Écologie
Le microbiote associé à cette espèce comprend des bactéries méthylotrophes, à la fois à la surface de sa tige et à l'intérieur de la plante. Leur fonction pourrait être liée à la promotion de la croissance de N. macrocephala, mais cela n'a pas encore été démontré.

## État de conservation
CITES Annexe II - Commerce contrôlé pour éviter une utilisation incompatible avec la survie de l'espèce.